# Жан-Франсуа Ларьо
Жан-Франсуа́ Ларьо́ (фр. Jean-François Larios; нар. 27 серпня 1956, Сіді-Бель-Аббес) — французький футболіст, що грав на позиції півзахисника.

## Клубна кар'єра
Народився 27 серпня 1956 року в місті Сіді-Бель-Аббес (на той час Французький Алжир). Вихованець футбольної школи клубу «Сент-Етьєн». Дорослу футбольну кар'єру розпочав 1974 року в основній команді того ж клубу, в якій провів три сезони, взявши участь у 16 матчах чемпіонату, після чого провів один сезон на правах оренди в «Бастії».
Своєю грою за останню команду знову привернув увагу представників тренерського штабу клубу «Сент-Етьєн», до складу якого повернувся з оренди 1978 року. Відтоді відіграв за команду з Сент-Етьєна ще п'ять сезонів своєї ігрової кар'єри. Більшість часу, проведеного у складі «Сент-Етьєна», був основним гравцем команди.
Згодом з 1983 по 1984 рік грав за кордоном у складі команд іспанського «Атлетіко», канадського «Монреаль Менік» та швейцарського «Ксамакса». 1984 року повернувся до Франції, грав за «Ліон», «Страсбур» та «Ніццу».
Завершив професійну ігрову кар'єру у клубі «Монпельє», за команду якого виступав протягом 1987—1988 років.

## Виступи за збірну
1978 року дебютував в офіційних матчах у складі національної збірної Франції. Протягом кар'єри у національній команді, яка тривала 5 років, провів у формі головної команди країни 17 матчів, забивши 5 голів.
У складі збірної був учасником чемпіонату світу 1982 року в Іспанії.

## Титули і досягнення

### Командні
- Чемпіон Франції (3):

«Сент-Етьєн»: 1974-75, 1975-76, 1980-81
- Володар Кубка Франції (2):

«Сент-Етьєн»: 1974-75, 1976-77

### Особисті
- Французький футболіст року (1):

1980